# Юниорский Гран-при по фигурному катанию
Юниорский Гран-при по фигурному катанию (англ. ISU Junior Grand Prix) — серия международных соревнований среди фигуристов-юниоров, организованная Международным союзом конькобежцев. 
Проводится с сезона 1997/1998 годов. Была задумана как юниорский аналог серии Гран-при по фигурному катанию (проводимой для взрослых фигуристов).

## Порядок проведения
Каждый сезон юниорского Гран-при состоит из нескольких этапов (турниров). На каждом этапе проводятся состязания и разыгрываются медали в четырёх дисциплинах: мужском одиночном катании, женском одиночном катании, парном катании и танцах на льду. Обычно этапов семь, проводиться они могут в разные годы в разных странах.
По итогам каждого этапа фигуристам в зависимости от занятого места начисляются очки. В каждой из четырёх дисциплин по шесть участников (фигуристов или пар), набравших в сезоне наибольшее количество очков, получают право выступить в финальном турнире, так называемом Финале Гран-при по фигурному катанию среди юниоров. (В последние годы финал проводится с финалом взрослого Гран-при параллельно, то есть там же и в то же время.)

## Отбор
В отличие от взрослой серии Гран-при, юниоры отбираются не по рейтингу, а по решению своей Федерации фигурного катания. Минимальный возраст участника 13 лет (должно исполниться до 1 июля текущего года), максимальный - 19 лет (21 год для юношей, выступающих в парах или спортивных танцах). Яркий пример - Аделина Сотникова, родившаяся 1 июля 1996 года в Москве, не имела права выступать на ЮГП до сезона 2010-2011.

## Призовой фонд
Призовой фонд на этапах юниорской серии Гран-при составляет[когда?]:
| Место | Сумма на этапах (Одиночники) | Сумма в финале (Одиночники) | Сумма на этапах (Пары/Танцы) | Сумма в финале (Пары/Танцы) |
| ----- | ---------------------------- | --------------------------- | ---------------------------- | --------------------------- |
| 1     | $2000                        | $6000                       | $3000                        | $9000                       |
| 2     | $1500                        | $5000                       | $2250                        | $7500                       |
| 3     | $1000                        | $4000                       | $1500                        | $6000                       |
| 4     | —                            | $3000                       | —                            | $4500                       |
| 5     | —                            | $2000                       | —                            | $3000                       |
| 6     | —                            | $1000                       | —                            | $1500                       |